# Eysenhardtia polystachya
Eysenhardtia polystachya är en ärtväxtart som först beskrevs av Casimiro Gómez de Ortega, och fick sitt nu gällande namn av Charles Sprague Sargent. Eysenhardtia polystachya ingår i släktet Eysenhardtia och familjen ärtväxter. IUCN kategoriserar arten globalt som livskraftig. Inga underarter finns listade i Catalogue of Life.

## Bildgalleri

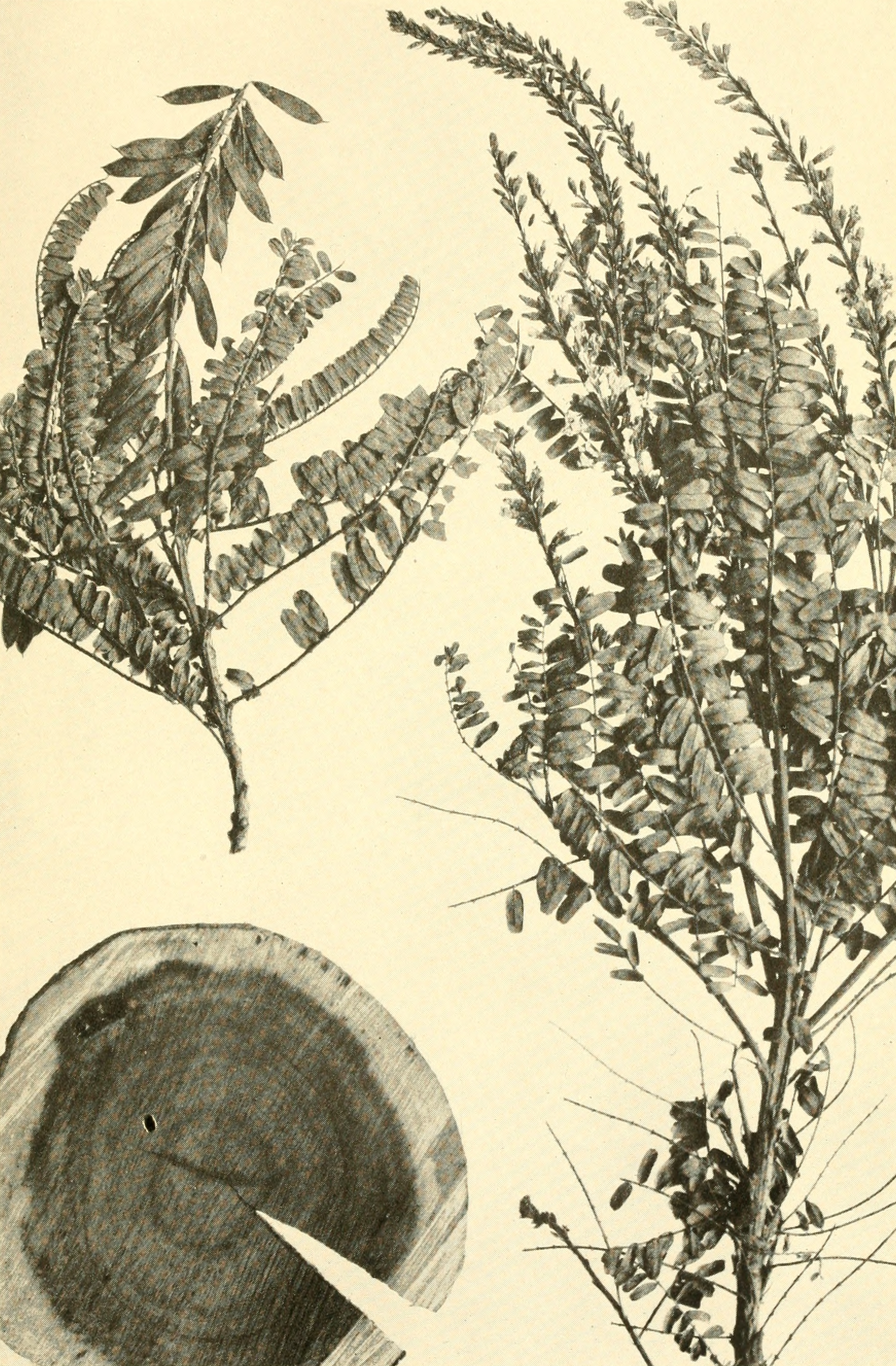
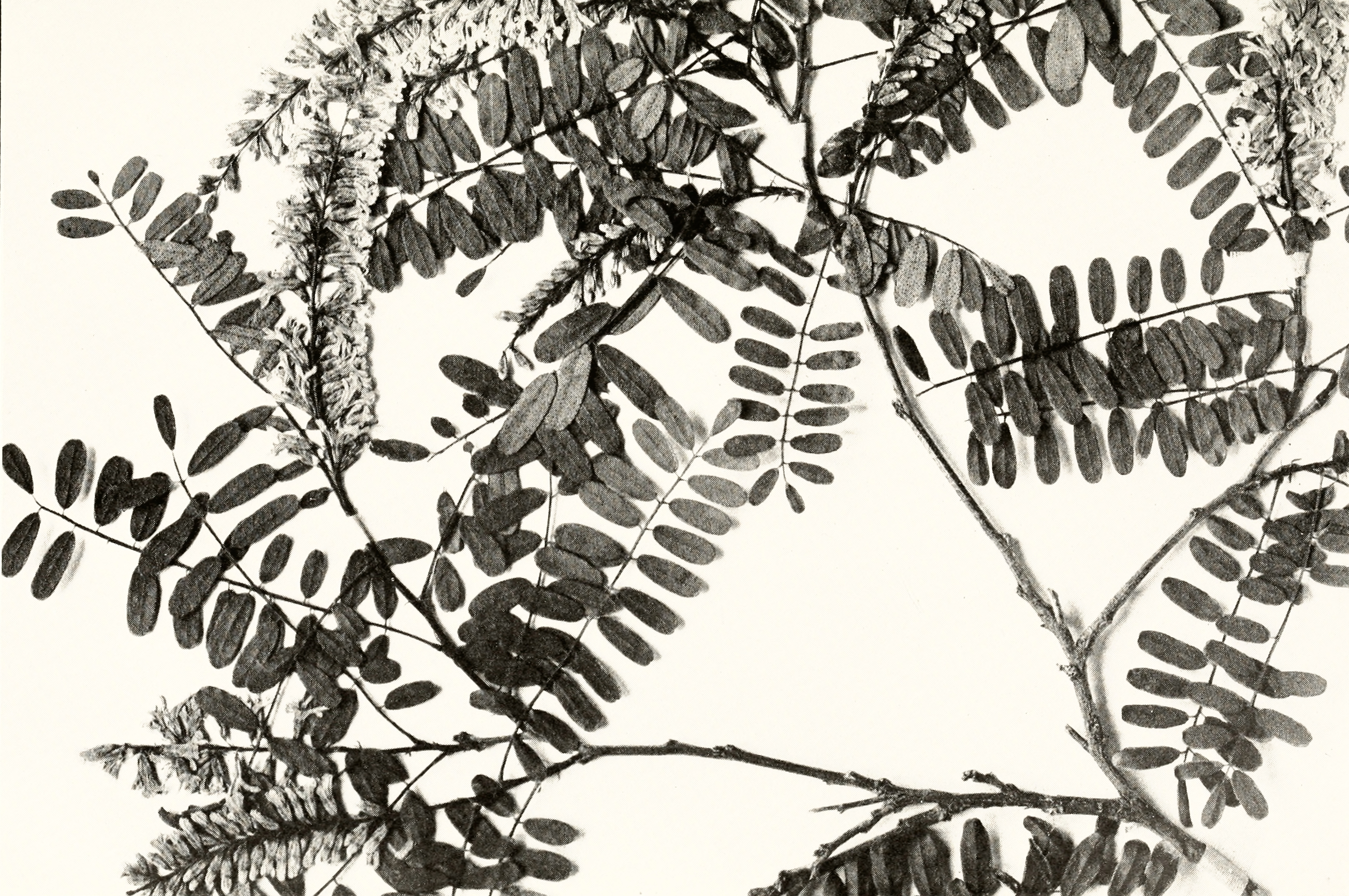
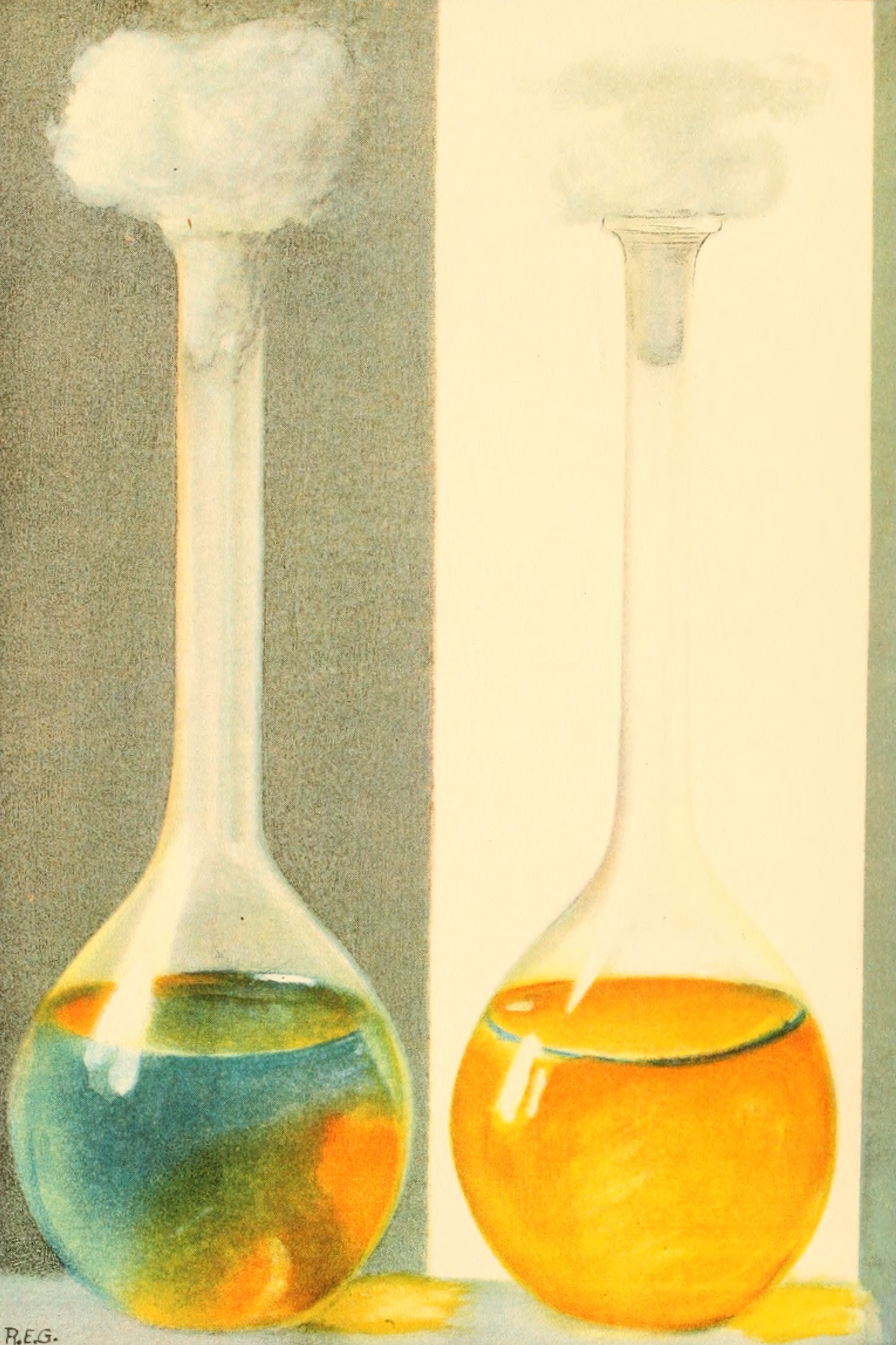
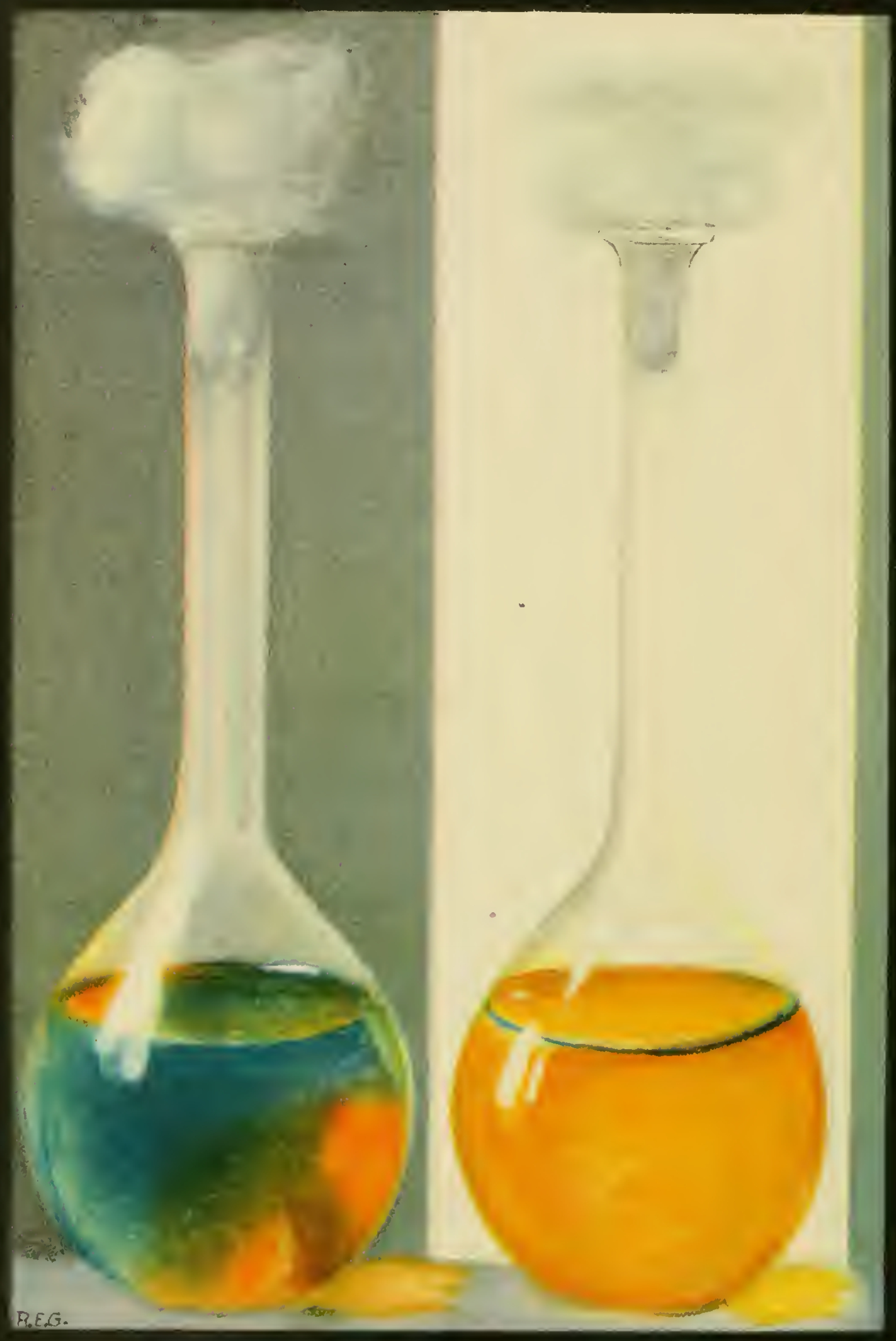